# Оришковцы (Чортковский район)
Оришковцы (укр. Оришківці) — село в Копычинецкой городской общине Чортковского района Тернопольской области Украины.
До 2020 года входило в Гусятинский район.
Код КОАТУУ — 6121685401. Население по переписи 2001 года составляло 1606 человек.

## Географическое положение
Село Оришковцы находится на берегу реки Оришка, которая через 1,5 км впадение в реку Ничлавка,
ниже по течению на расстоянии в 1 км расположено село Гадинковцы.
Через село проходит автомобильная дорога М-19 (E 85).

## История
- 1579 год — дата основания.

## Объекты социальной сферы
- Школа I—II ст.
- Клуб.
- Фельдшерско-акушерский пункт.

## Достопримечательности
- Братская могила советских воинов.